# Hans Dieter Morgenstern
Hans Dieter Morgenstern (* 30. April 1935 in Düsseldorf; † 16. April 2001) war ein deutscher Politiker und Landtagsabgeordneter (CDU).

## Leben und Beruf
Nach dem Besuch der Volksschule und der Realschule mit dem Abschluss der mittleren Reife absolvierte er von 1950 bis 1953 eine kaufmännische Ausbildung. Danach war er als kaufmännischer Angestellter, Werbeleiter und Marketing-Manager tätig.
Der CDU gehörte Morgenstern seit 1969 an. Er war Mitglied im Kreisvorstand der Jungen Union im Kreis Lübbecke und Mitglied im Kreisvorstand der CDU. Daneben hatte er noch zahlreiche andere Funktionen innerhalb der CDU inne.

## Abgeordneter
Vom 28. Mai 1975 bis 29. Mai 1985 war Morgenstern Mitglied des Landtags des Landes Nordrhein-Westfalen. Er wurde jeweils im Wahlkreis 145 bzw. 110 Minden-Lübbecke I direkt gewählt.
Dem Kreistag des Kreises Minden-Lübbecke gehörte er von 1973 bis 1975 an.